# Romsley (Worcestershire)
Romsley – wieś w Anglii, w hrabstwie Worcestershire, w dystrykcie Bromsgrove. Leży 28 km na północny wschód od miasta Worcester i 166 km na północny zachód od Londynu. W 2001 miejscowość liczyła 1601 mieszkańców.